# Pasolini (film)
Pasolini is een Frans-Italiaans-Belgische film uit 2014 onder regie van Abel Ferrara. De film ging in première op 4 september op het Filmfestival van Venetië.

## Verhaal
De film vertelt over de laatste dagen van de Italiaanse filmregisseur Pier Paolo Pasolini, die op 2 november 1975 vermoord werd aangetroffen.

## Rolverdeling
| Acteur              | Personage               |
| ------------------- | ----------------------- |
| Willem Dafoe        | Pier Paolo Pasolini     |
| Maria de Medeiros   | Laura Betti             |
| Riccardo Scamarcio  | Ninetto Davoli          |
| Ninetto Davoli      | Eduardo De Filippo      |
| Giada Colagrande    | Graziella Chiarcossi    |
| Roberto Zibetti     | Carlo                   |
| Adriana Asti        | Susanna Pasolin         |
| Valerio Mastandrea  | Domenico "Nico" Naldini |
| Francesco Siciliano | Furio Colombo           |
| Tatiana Luter       | Vrouw op station        |